# Pont de l'Industrie
Le Pont de l'Industrie (en italien : Ponte dell'Industria), connu également comme le pont de fer (en italien : ponte di ferro) est un pont de Rome sur le Tibre, qui relie la via del Porto Fluviale à la via Antonio Pacinotti, dans les quartiers Ostiense et Portuense.
Le pont a été dévasté par un incendie dans la nuit du 2 au 3 octobre 2021. En conséquence, il a été fermé à la circulation et a rouvert le 12 décembre.
Le 24 juillet 2023 les travaux de réaménagement du pont ont commencé, qui comprennent sa restauration et son élargissement.

## Description
Ce pont initialement ferroviaire fut construit entre 1862 et 1863 par une société belge pour relier la ligne de Civitavecchia à la Gare de Roma Termini. La société belge a réalisé le pont en Angleterre, puis il fut transporté en pièces détachées à Rome où il fut monté. Il s'est d'abord appelé Pont de San Paolo.

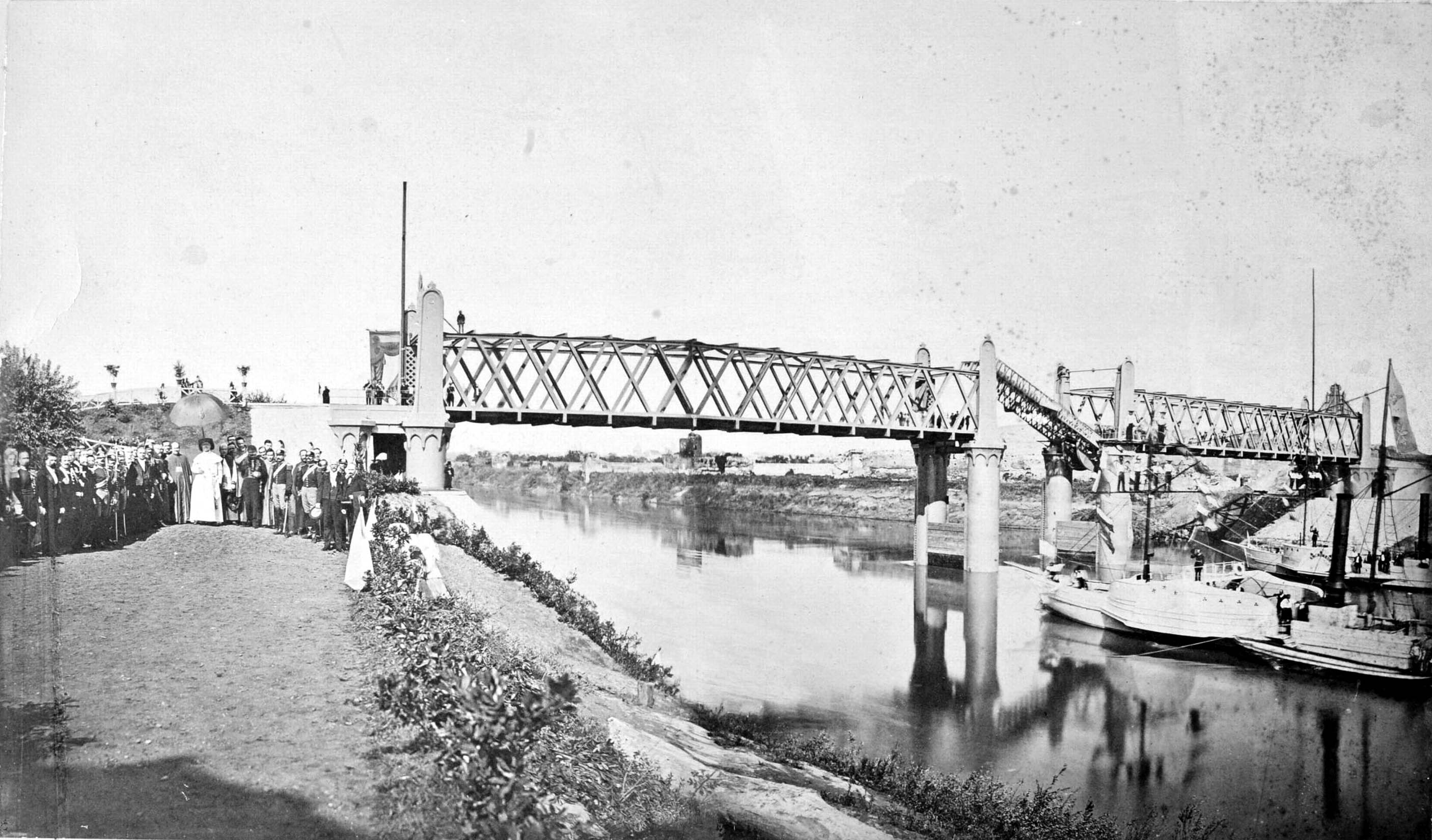
Gioacchino Altobelli et Pompeo Molins, inauguration du Pont de San Paolo en présence du pape Pie IX, photographie, 24 septembre 1863.

En 1911, avec l'ouverture de la nouvelle Gare de Rome-Trastevere, la voie ferrée fut transférée sur le nouveau pont ferroviaire San Paolo, un peu plus en amont. Le Pont de l'Industrie fut alors affecté à la circulation routière et au passage d'un gazoduc. 
Entièrement métallique le Pont de l'Industrie mesure 131,20 mètres de longueur et 7,25 mètres de largeur. Il est constitué d'un tablier sous arcs à treillis de fer appuyés sur de hautes piles de fonte et des culées en maçonnerie ; à l'origine, la partie centrale était levante pour permettre le passage des voiliers.
Ce pont a été le théâtre le 7 avril 1944 d'un massacre resté dans la mémoire sous le nom de massacre du pont de l'Industrie. Depuis 1997, une stèle commémorative sur le pont en rappelle le souvenir.
Le 3 octobre 2021, une des passerelles d’acier du côté sud du pont s’effondre à la suite d'un incendie.

## Accès
On peut accéder au pont de l'Industrie par les gares de Rome-Trastevere et Rome Ostiense, et par la station Piramide de la ligne B du métro de Rome.

## Articles liés
- Massacre du Pont de l'Industrie à Rome
- Liste des ponts de Rome